# 渡邊魁
渡邊 魁（わたなべ かい、安政6年5月6日（1859年6月6日 ）- 大正11年（1922年12月26日）は、明治中期の日本の裁判官。脱獄囚であったが、戸籍を偽って別人になりすまし、裁判官となったという特異な経歴で知られる。

## 生涯

### 出生から脱獄まで
安政6年（1859年）5月6日、島原藩士渡邊平丁の長男として江戸に生まれる。
商法講習所（一橋大学の前身）で学んだ後、三井物産長崎支店に勤務した。同支店では金銭出納を担当していたが、明治12年（1879年）2月以来、支店長の検印を盗み、会社の切符を偽造して三井銀行から金を盗み、出納簿を改竄し、460余円を横領。これが発覚し、同年7月2日、改定律例の「雇人盗家長財物律」により、終身懲役の有罪判決を受ける。
はじめ長崎監獄に服役したが、服役中たびたび獄則に違反したため、明治13年（1880年）7月7日、三池集治監に移監される。しかし同月28日、看守の目を盗んで脱走する。

### 辻村庫太として判事に
その後、大分県大分町に潜伏していたが、明治15年（1882年）に至り、辻村庫太という偽名を称し、大分始審裁判所竹田治安裁判所の雇員に採用される。「辻村庫太」とは、叔父の幼名であった。
翌明治16年（1883年）4月、父と共に本籍地の東京府本所区の区長に対し、平丁が養育してきた上野戦争の孤児・辻村庫太は脱籍者であるという内容虚偽の附籍願を進達するなどし、辻村庫太の戸籍の編成に成功する。
同年12月6日、雇員から裁判所書記に昇任。明治20年（1887年）には判事登用試験に及第し、同年12月24日、判事試補となって、長崎始審裁判所福江治安裁判所に転任する。明治23年（1890年）10月23日には奏任官である判事に昇任した。

### 捕縛、有罪判決
しかし、魁が横領事件を行ったのは長崎、福江治安裁判所のある福江（五島列島福江島、現五島市）も長崎県であったため、辻村判事と渡邊魁の人相が似ているとの噂があったほか、辻村判事が渡邊平丁と同居しているという不審点もあり、内偵が行われていた。
そして、明治24年（1891年）2月18日、出張中の旅館において、かつて長崎県警警部として魁を取調べたことのある上原検事らによって捕縛令状が執行され、身柄を拘束される。辻村判事は当初は自身が渡邊魁であることを否認していたが、長崎にて一瀬勇三郎検事の取調べに対し、自分が逃亡犯人渡邊魁であることを認めた。
同年4月11日、長崎地方裁判所において、旧刑法の「官文書偽造行使」で軽懲役6年の有罪判決を受け、再び服役することとなる。

### 非常上告による無罪
ところが、翌明治25年（1892年）4月11日、大審院検事が非常上告し、これを受けて大審院刑事部は無罪判決を言い渡す。魁は本所区長に対し虚偽の陳述をしたが、戸籍簿の記入自体は官吏が行ったものであるから「官文書偽造」に当たらないという理由からであった
。
無罪判決を受け、再度の服役から約1年で出獄。終身懲役で収監されることも、脱獄が罪に問われることもなかった。
出獄後は、島原において印判彫刻業、能筆を活かした看板書き、経師などを営み、大正11年（1922年）、長崎市で死去したという。享年63。

## 年表
- 安政6年（1859年）5月6日 出生
- 明治12年（1879年）2月～ 三井物産長崎支店にて横領
- 明治12年（1879年）5月10日 長崎警察署、魁の身柄を長崎裁判所検事局へ引渡し
- 明治12年（1879年）7月2日 終身懲役の有罪判決宣告
- 明治13年（1880年）7月7日 三池集治監に移獄
- 明治13年（1880年）7月28日 脱獄
- 明治15年（1882年） 大分始審裁判所竹田治安裁判所詰の雇員に採用される
- 明治16年（1883年）4月 東京府本所区に内容虚偽の附籍願を進達
- 明治16年（1883年）12月6日 裁判所書記となる
- 明治20年（1887年） 判事登用試験に及第
- 明治20年（1887年）12月24日 判事試補となり、長崎始審裁判所福江治安裁判所に転任
- 明治23年（1890年）10月23日 判事に昇任
- 明治24年（1891年）2月18日 捕縛される
- 明治24年（1891年）4月11日 長崎地方裁判所で軽懲役6年の有罪判決宣告
- 明治25年（1892年）4月11日 非常上告を受けて大審院刑事部が無罪判決を宣告
- 大正11年（1922年）12月26日 死去

## 渡邊魁に題をとる作品
事件後、脱獄囚が裁判官になっていたという渡邊魁の物語は好個の材料として新聞、雑誌に取り上げられたほか「強盗判事辻村庫太」といった芝居や講談が各地で行われた。
戦後の作品で渡邊魁を題材としたものとしては、早乙女貢の小説「鬼の骨」がある。

## 関連文献
- 「判事捕縛の顛末」警察監獄学会雑誌2巻2号 1891-03
- 「雑録 辻村庫太ノ事件」法学協会雑誌9巻5号88-89頁 1891-05
- 額田六福「判事が怖るべき脱獄囚だつた話」話2巻6号306-315頁 1934-06
- 『新聞集成明治編年史 第8巻 国会揺籃期』（財政経済学会、1935年）
- 「終身懲役囚が脱獄して判事となつた話」『防犯科学全集 第8巻 特異犯篇』（中央公論社、1937）
- 木下宗一「判事に化けた脱獄囚」文藝春秋32巻13号132-137頁 1954-08
- 土師清二「裁判官になつた終身脱獄囚――脱獄囚が化けた裁判官、ジャン・バルジャン物語りの日本版!」特集人物往来2巻3号64-73頁 1957-03
- 荒木昌保 編 『新聞が語る明治史 第1分冊（明治元年～明治25年）』（原書房、1976年）
- 手塚豊「明治二十四年・辻村庫太事件の一考察」牧健二博士米寿記念日本法制史論集刊行会編『日本法制史論集 牧健二博士米寿記念』（思文閣出版、1980年）
- 山本石樹『日本異色裁判故事誌』（山本石樹、1981年）